# Sphinx leucophaeata
Sphinx leucophaeata is een vlinder uit de familie van de pijlstaarten (Sphingidae). De wetenschappelijke naam van de soort werd in 1859 gepubliceerd door James Brackenridge Clemens.

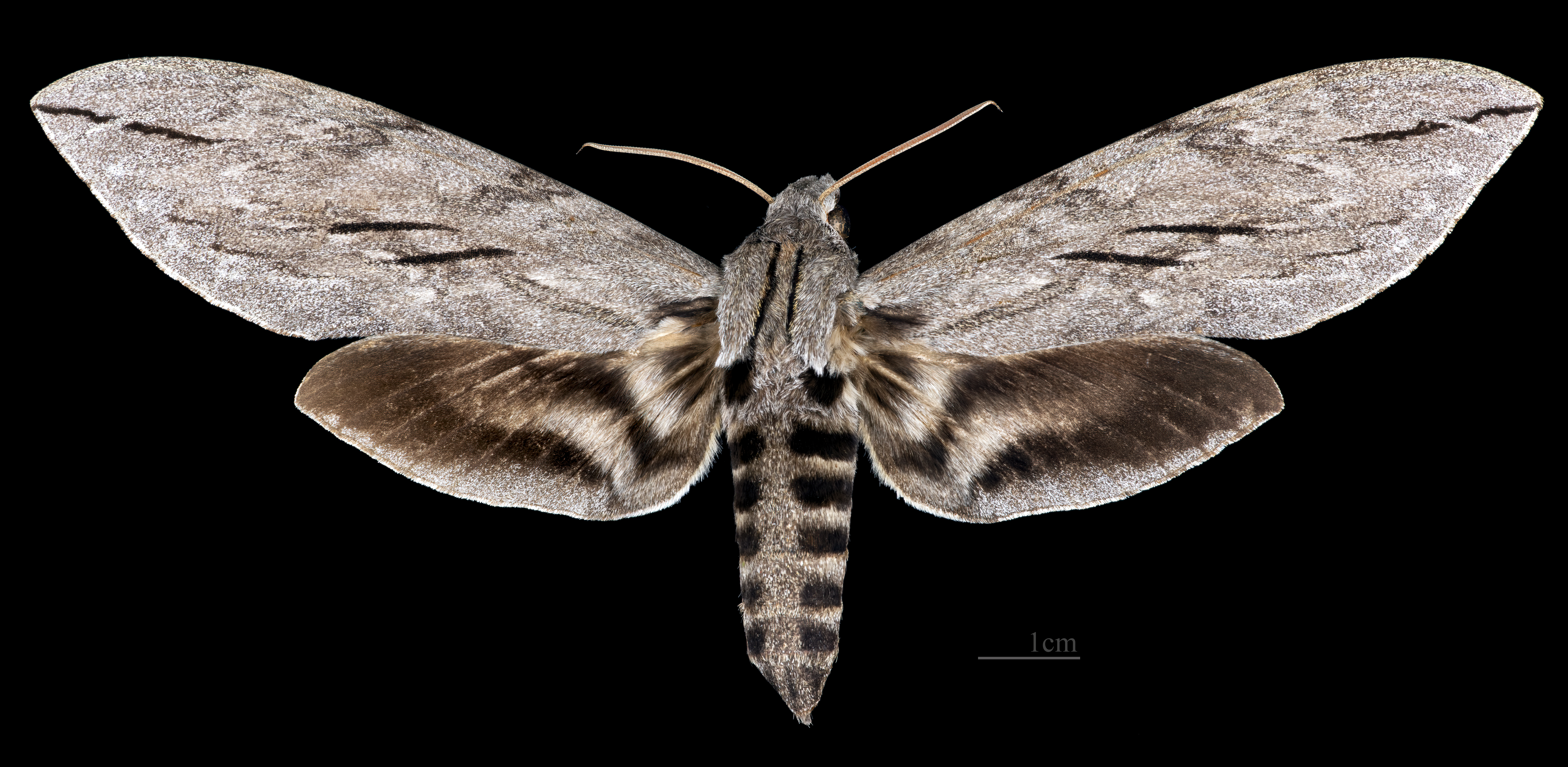
Sphinx leucophaeata ♀
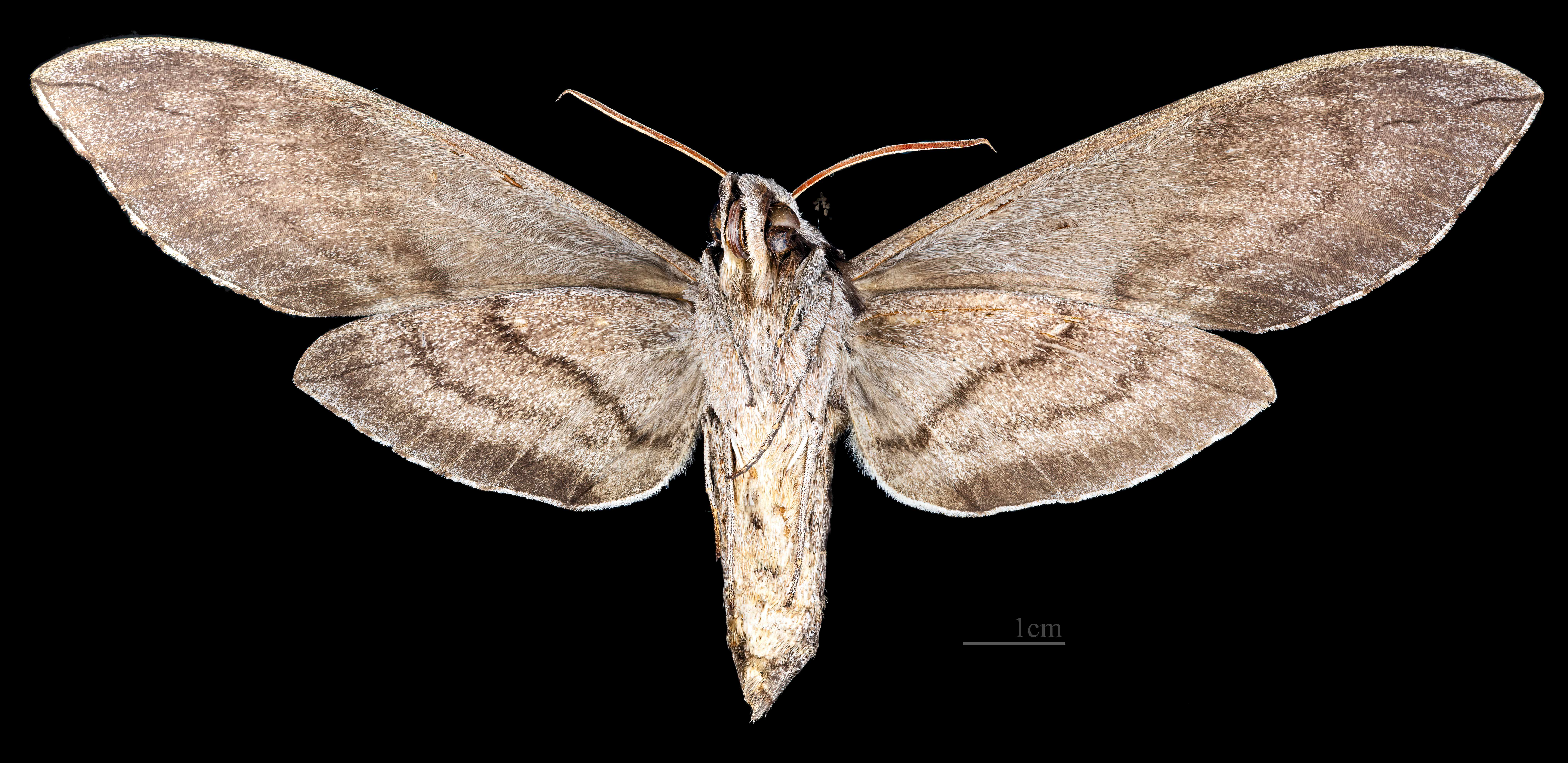
Sphinx leucophaeata ♀ △